# Polo TV
Polo TV ist ein polnischer Musiksender mit Sitz in Warschau. Der Eigentümer ist Telewizja Polsat (Zuvor ZPR Media). Polo TV ist der Schwesterkanal von Eska TV.

## Geschichte
Am 7. April 2011 wurde den Testbetrieb als Livestream.
Am 26. April 2011 erteilte der Nationale Rundfunkrat Polens die Lizenz für das Musikprogramm Polo TV. Am 7. Mai 2011 war Sendestart von Polo TV als frei empfangbarer Fernsehsender. Die Ausstrahlung erfolgte zunächst ausschließlich über Satellit und ab dem 19. Dezember 2011 terrestrisch. Von September bis Dezember 2011 war Polo TV der zweitmeistgesehene Musiksender Polens, im Juli 2012 übernahm Polo TV den ersten Platz unter den Musikkanälen in Polen.
Am 1. Oktober 2013 begann Polo TV neben der Ausstrahlung von Musikprogrammen erstmals mit der Ausstrahlung einer Fernsehserie.

## Senderlogos

Logo vom 7. Mai 2011 bis 31. Mai 2012
Logo vom 1. Juni 2012 bis 8. Januar 2016
Logo in 3D seit 9. Januar 2016

## Internet-TV

### Website
2016 bis 2018 wurden durch die Eska TV Website die Sender Polo Party TV UND MEHR empfangen.

### Auslandsfernsehen
Polo TV besitzt auch einen US-Sender Polo TV US.